# Volerão Publílio

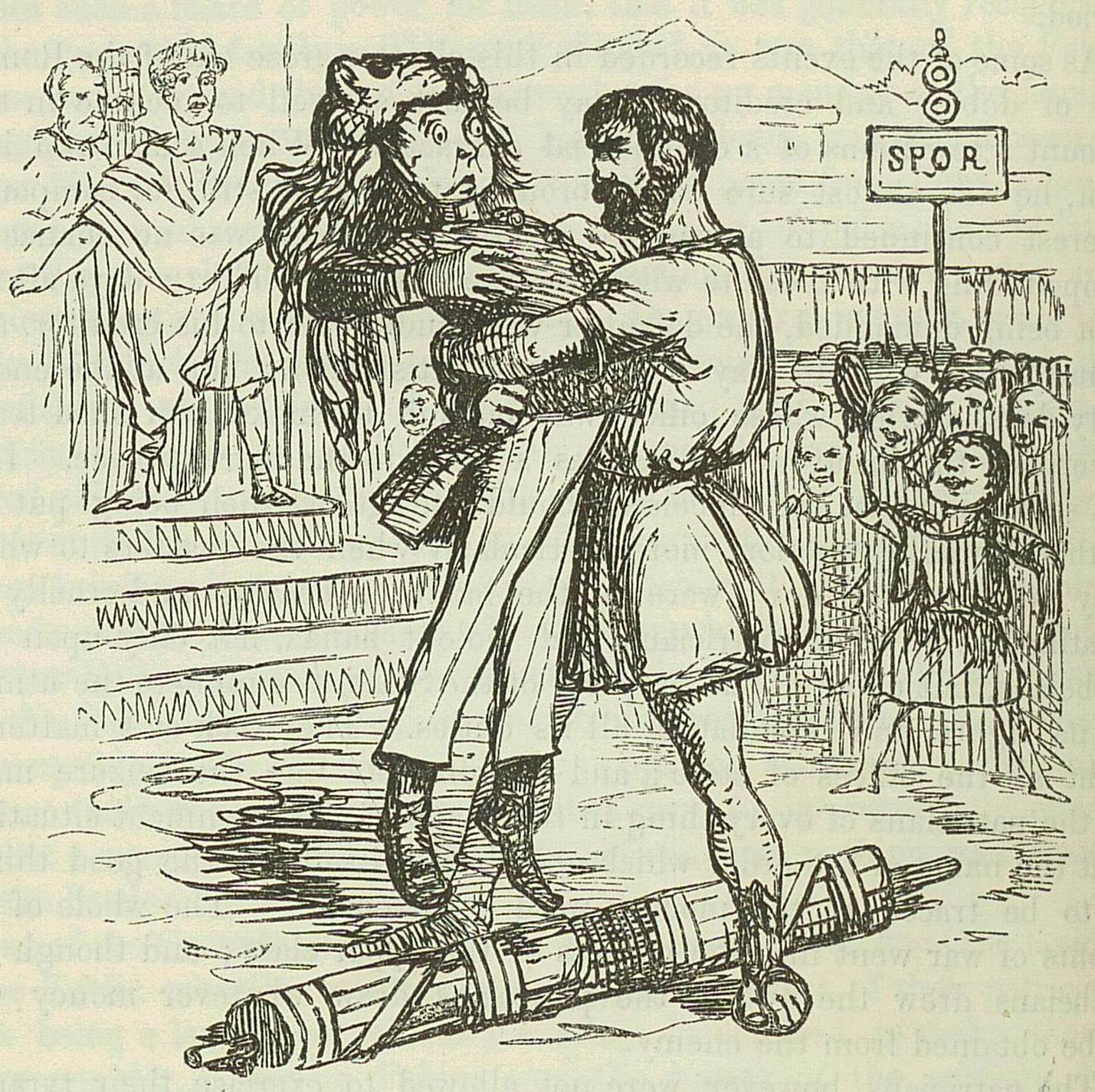
John Leech, Na "História Cômica de Roma", descreve-se o envio de um Lictor para prender Publilius Volero. Nessa narrativa, o influente Publilius subjugou o lictor, depositando-o rudemente no solo

Publílio Volerão ou Volerão Publílio (em latim: Publilius Volero ou Volero Publilius) foi um político nos primeiros anos da República Romana eleito tribuno da plebe por duas vezes, em 472 e 471 a.C..

## Biografia
Em 473 a.C., os cônsules Lúcio Pinário Mamercino Rufo e Vopisco Júlio Julo, foi realizado um alistamento militar no qual Publílio Volerão foi arrolado como soldado simples, mesmo já tendo antes servido no exército romano como centurião. Quando ele demonstrou sua indignação, primeiro intervieram os lictores, que acabaram derrotados pelo próprio Publílio, o que provocou uma confusão enorme entre a plebe que acabou obrigando os cônsules a se refugiarem no interior da Cúria. Eles desistiram do alistamento e de qualquer ação retaliatória ou punitiva.
| “ | Volerão apelou aos tribunos. Mas, dado que nenhum deles se apresentou para defender sua causa, os cônsules ordenaram que ele fosse despido para ser açoitado. Então Volerão disse: «Apelo ao povo, pois os tribunos preferiram assistir ao flagelamento de um cidadão romano ao invés de se deixarem matar por vós em seus próprios leitos». E quanto mais ele se agitava e se deixava irritar, mais os lictores tentavam despi-lo e rasgar suas roupas. Então Volerão, mais poderoso por si só e ajudado por todos os que intervieram em seu socorro, conseguiu se livrar dos lictores, se refugiou meio dos que gritavam com mais fúria e disse: «Apelo ao povo e invoco sua proteção! Ajudem-me, concidadãos! Ajudem-me, co-militares! Não contem com seus tribunos: são eles que precisam da sua ajuda!» A plebe, ainda mais excitada, se preparava para o combate: era claro que a situação poderia se desenrolar em qualquer direção e que nem o direito público e nem o privado seriam respeitados. Os cônsules, depois de terem enfrentado a fúria, perceberam o quão tênue era sua autoridade sem o uso da força. Os lictores foram derrotados e seus fasces feitos em pedaços; quando depois os próprios cônsules, foram expulsos do Fórum até a Cúria sem saber o quanto Volerão iria aproveitar sua vitória. | ” |
|   | — Lívio, Ab Urbe Condita II, 55. |   |

Pela fama conseguida com este feito, no ano seguinte, 472 a.C., foi eleito tribuno da plebe. Com tal, propôs uma lei pela qual os tribunos da plebe fossem eleitos pela Assembleia da plebe, na qual não votavam os patrícios, o que evitava que eles influenciassem o resultado das eleições plebeias. A proposta de lei, chamada Lex Publilia Voleronis, não foi votada naquele ano por causa das fortes dissensões entre patrícios e plebeus e pela irrupção de uma epidemia de peste.
Foi novamente eleito tribuno da plebe no ano seguinte para levar adiante a votação de sua proposta de lei, o que ele conseguiu fazer, atribuindo também à Assembleia tribal a eleição dos edis plebeus. A proposta de lei, fortemente atacada por Ápio Cláudio e parte dos senadores, finalmente chegou ao Senado, que a promulgou como lei.